# Wehe-den Hoorn

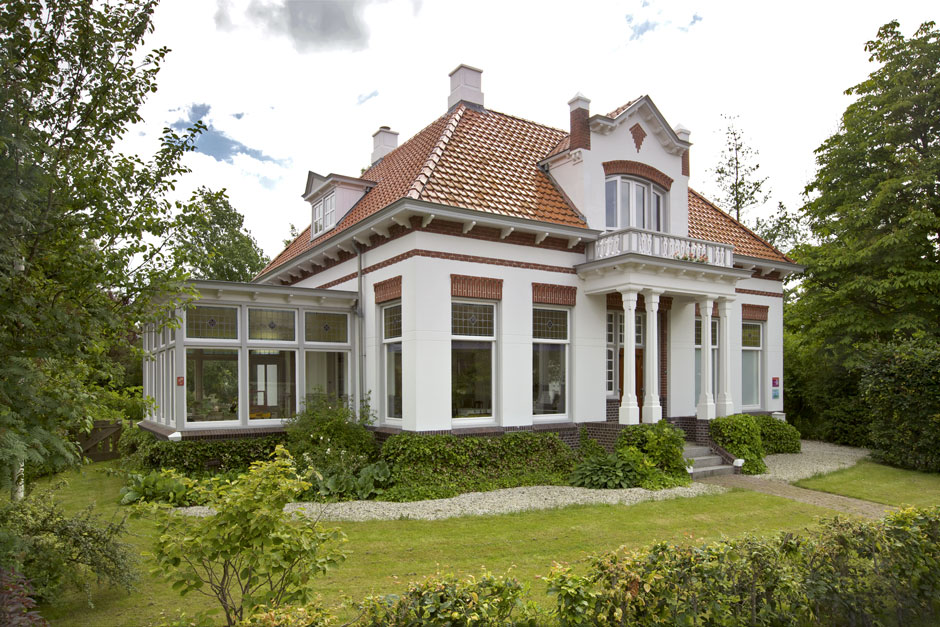
Edificio storico di Wehe-den Hoorn

Wehe-den Hoorn  è un villaggio di circa 700 abitanti del nord-est dei Paesi Bassi, facente parte della provincia di Groninga e situato nella regione di Hoogeland. Formato dagli ex-villaggi distinti di Wehe e Den Hoorn (un tempo buurtschap del villaggio di Warfhuizen), dal punto di vista amministrativo, è una frazione del comune di Het Hogeland; fino al 1989 aveva invece fatto parte della municipalità di Leens e dal 1990 al 2018 della municipalità di De Marne.

## Geografia fisica
Wehe-den Hoorn/Dronrijp si trova nella parte nord-occidentale della provincia della Groninga, tra Leens e Warffum (rispettivamente ad est della prima e a sud-ovest della seconda) e tra Zoutkamp e Winsum (rispettivamente a nord-est della prima e a nord-ovest della prima).

## Origini del nome
Il toponimo Wehe (in Gronings: Wij o  't Hörn-Wij), attestato anticamente come UUie (X-XI secolo), UUia (XI secolo), Wee (1371 e 1506), We (1405), deriva dal termine Wihi, che indica un luogo sacro pagano).
Il toponimo Hoorn significa invece "all'angolo".

## Storia
Nel IX secolo, i due villaggi di Wehe e Den Hoorn si trovavano su un'isola.
Nel 1966, i villaggi di Wehe e Den Hoorn si unirono per formare il centro urbano di Wehe-den Hoorn.

## Monumenti e luoghi d'interesse
Wehe-den Hoorn vanta 11 edifici classificati come rijksmonumenten

### 't Marnehoes
Tra gli edifici d'interesse, figura 't Marnehoes, un-ex chiesa del XIII secolo legata alla famiglia Tjarda van Starkenborgh e situata a Wehe.

### Chiesa di San Bonifacio
A Den Hoorn si trova invece la Chiesa di San Bonifacio, costruita nel 1927 nel luogo in cui precedentemente erano sorte altre tre chiese, una costruita nel 1733, una seconda costruita nel 1745 e una terza costruita nel 1803.

## Società

### Evoluzione demografica
Nel 2011, la popolazione stimata di Wehe-den Hoorn era di 680 abitanti.
La località ha quindi conosciuto un lieve decremento demografico rispetto al 2008, quando la popolazione stimata era di 695 abitanti, e al 2001, quando la popolazione censita era di 715 abitanti.